# Kékesd
Kékesd es un pueblo ubicado en el distrito de Pécsvárad, en el condado de Baranya, Hungría.

## Superficie
Posee una superficie de 8,110 kilómetros cuadrados.

## Demografía
Hasta 2019 la población era de 149 habitantes, con una densidad de población de 18,37 habitantes por kilómetro cuadrado.